# Ерназар (Жамбылская область)
Ерназа́р (каз. Ерназар) — село в Жамбылском районе Жамбылской области Казахстана, административный центр и единственный населённый пункт Ерназарского сельского округа.

## География
Село расположено в северо-западной части Жамбылского района, в 28 километрах к северо-западу от районного центра села Аса, в 46 километрах к северо-западу от областного центра города Тараз. Ближайшая железнодорожная станция Жума — расположена в 8 километрах к юго-востоку от села (по дороге — 6 км). Соседние населённые пункты: Орнек в 5 километрах к юго-востоку, Тогызтарау в 6 километрах к югу, Жанаоткель в 9 километрах к западу. Транспортное сообщение осуществляется автодорогой «Аса — Каратау». Высота центра населённого пункта — 449 метров над уровнем моря.

## Население
| Численность населения | Численность населения | Численность населения |
| 1989                  | 1999                  | 2009                  |
| --------------------- | --------------------- | --------------------- |
| 1793                  | ↗1962                 | ↘1633                 |